# كوستاس نيكولايديس
كوستاس نيكولايديس (باليونانية: Κώστας Νικολαΐδης)‏ هو لاعب كرة قدم يوناني في مركز الهجوم، ولد في 10 سبتمبر 1944 في نيا إيونيا في اليونان. شارك مع منتخب اليونان لكرة القدم. أما مع النوادي، فقد لعب مع أيك أثينا.